# Matthias Grünewald

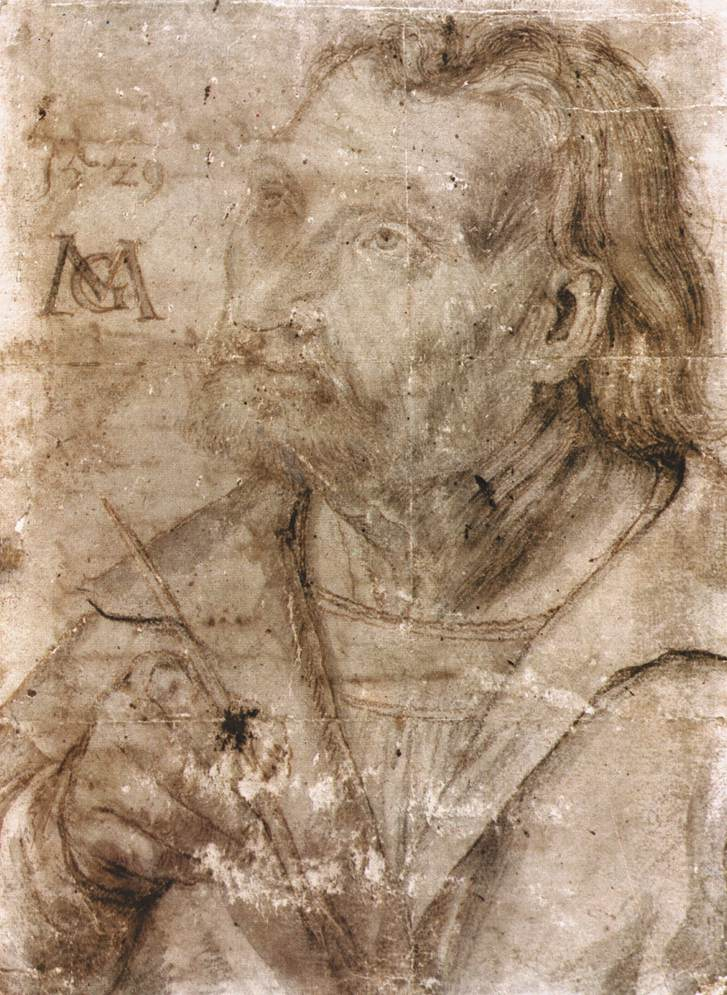
Grünewalds Johannes de Evangelist. Lang werd aangenomen dat dit een zelfportret was.

Matthias Grünewald (Würzburg, ca. 1475/80 - Halle, 1528) was een Duits kunstschilder. Hij was de belangrijkste exponent van de laatgotische schildertraditie, samen met Albrecht Dürer. 

## Naamgeving
Hij werd geboren als Mathis Gothart. Hij staat ook bekend onder de namen Matthaeus von Aschaffenburg, Meister Matthis en Mathis Gothart Nithart. De naam Grünewald werd pas voor het eerst gebruikt in de 17e eeuw door zijn biograaf Joachim von Sandrart en deze naamgeving lijkt te berusten op een vergissing.

## Leven en werk

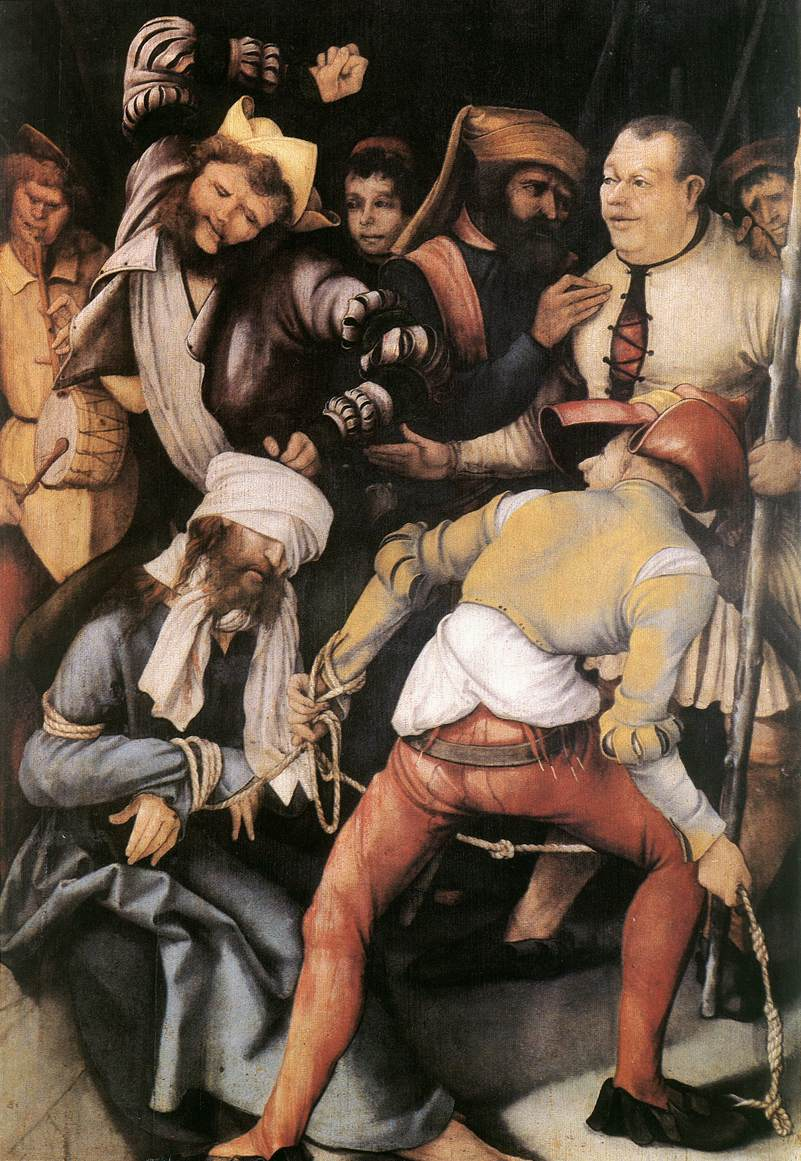
Bespotting van Christus

Zijn eerste gedateerde schilderij is de Bespotting van Christus uit 1503 (nu in de Alte Pinakothek, München). Meister Mathis werd voor het eerst vastgelegd in 1505 toen hij de opdracht kreeg om het grafschrift van Johann Reitzmann, predikant van de collegiale kerk van Aschaffenburg, te maken. Rond 1509 was hij hofschilder en klerk in dienst van Uriel von Gemmingen, de aartsbisschop van Mainz. En rond 1510 schilderde hij twee zijluiken in grisaille voor een altaarstuk geschilderd door Albrecht Dürer. Dit gebeurde in opdracht van Jacob Heller, een handelaar uit Frankfurt. Hij was naast schilder ook waterbouwkundig technicus en wordt in dit verband voor het eerst genoemd in 1510 toen hij naar Bingen werd geroepen om een fontein te repareren. 

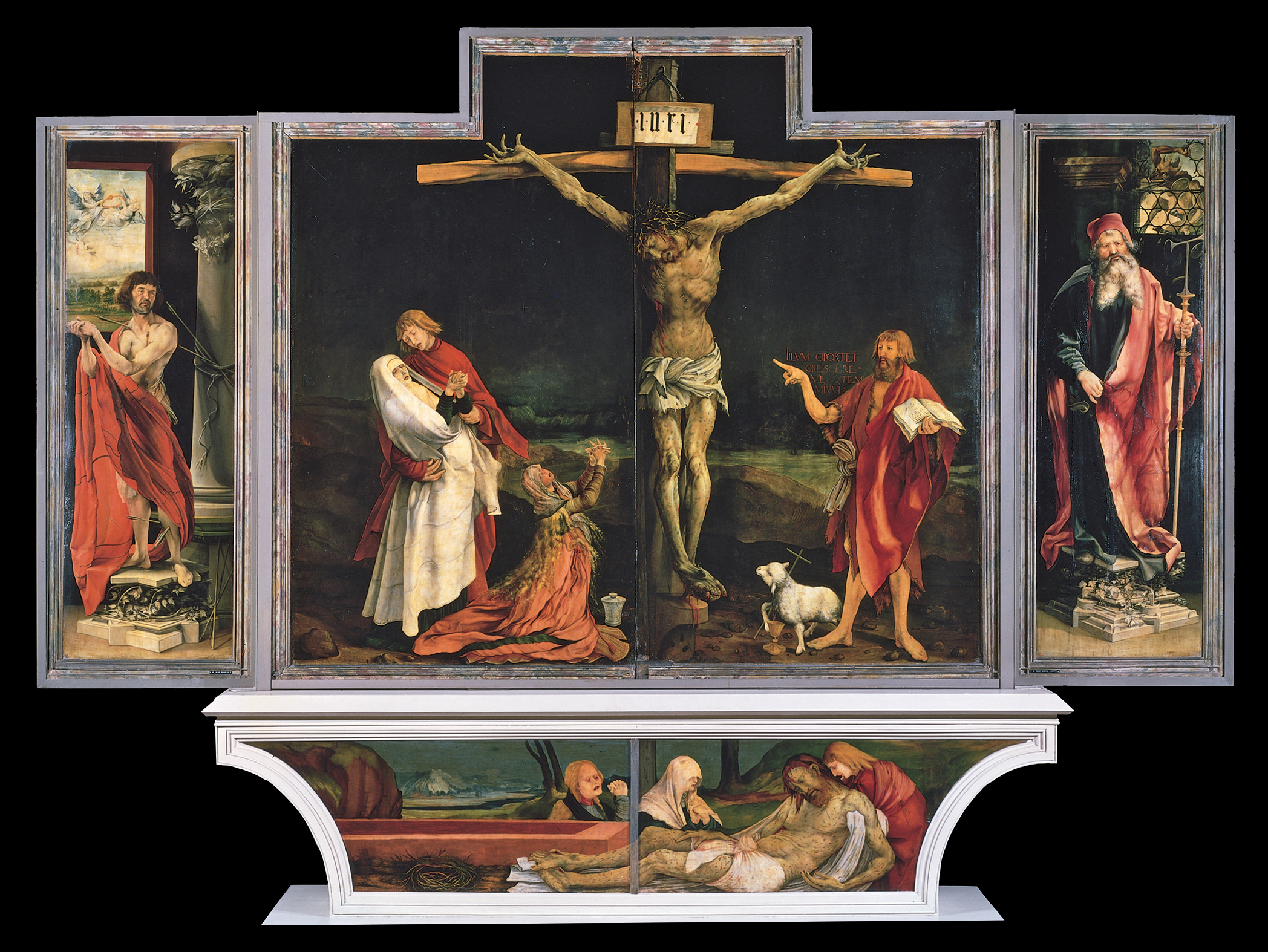
Het Isenheimaltaar (gesloten)

Zijn bekendste werk is het Isenheimaltaar, een veelluik voor het vleugelaltaar. Het wordt thans bewaard in het Musée Unterlinden in Colmar, en trekt jaarlijks duizenden bezoekers. Hij bracht het meesterstuk tot stand tussen 1511 en 1517, in het destijds gegoede antonieterklooster van Isenheim, nabij Colmar, in opdracht van de preceptor Guido Guersi. Tussen 1517 en 1519 schilderde hij een ander altaarstuk, voor de Mariaschneekapel in de kerk van Aschaffenburg in opdracht van de kanunnik Heinrich Reitzmann.
Van ca. 1516 tot 1526 werkte Grünewald voor kardinaal Albrecht von Brandenburg, aartsbisschop van Mainz. Mogelijk werd hij ontslagen vanwege zijn deelname aan de Duitse Boerenoorlog. Grünewald zou rond 1519 getrouwd zijn en voegde de naam van zijn bruid, N(e)ithart, toe aan zijn naam. De laatste twee jaar van zijn leven bezocht hij Frankfurt en Halle. Ook daar was hij actief als waterbouwkundige. Hij overleed aan de pest in augustus 1528 te Halle. Hij had in de laatste jaren van zijn leven kennis gemaakt met het opkomende lutheranisme, want onder zijn bezittingen bij zijn dood bevonden zich lutheraanse pamfletten.

## Waardering
In tegenstelling tot veel van zijn tijdgenoten hield Grünewald zich niet bezig met gravures van zijn werk. Zo raakte hij in de vergeteldheid tot de Duitse schilder Joachim von Sandrart inlichtingen over zijn leven optekende. Zowel rond de geboorte van Grünewald, als zijn jeugd, zijn opleiding en zijn werken zelf heerst dusdanige discussie, dat de kunsthistorici  Hans Naumann  en Hans Haug er, sinds 1930, "Das Grünewald-Problem" van maakten. Het werk van Grünewald werd pas naar waarde geschat vanaf het einde van de 19e eeuw. Ervoor werd hij gezien als een vaardige imitator van Dürer.

## Reflexie in andere kunst
Grünewald staat centraal in de opera Mathis der Maler van Paul Hindemith (1938) en het altaar van Isenheim speelt een belangrijke rol in de roman Zwarte schuur van Oek de Jong (2019). Hij is het hoofdpersonage in romans van de schrijvers Natalie Beer en Erik Neutsch.